# 金色碘泡虫
金色碘泡虫（学名：Myxobolus aureatus）为碘泡科碘泡虫属的动物。分布于印度、美国以及湖北、四川、浙江、江西等，营寄生生活，寄生在鳃（黄颡鱼）、肾（黄颡鱼、鲤、光泽黄颡鱼）、胆囊（鲤）。